# Propietat intel·lectual
La propietat intel·lectual és el dret inherent que es té sobre les obres fruit de l'enginy i la intel·ligència; ja siguin literàries, artístiques o científiques, i comprèn els drets d'autor i la propietat industrial. A diferència d'altres tipus de propietats, la propietat intel·lectual fa referència a quelcom intangible; la qual cosa fa que sigui un concepte de propietat més sofisticat al que estem acostumats a tractar. Les lleis de propietat intel·lectual, que protegeixen l'obra resultant, però no el procés de creació, ofereixen a l'autor un conjunt de drets exclusius en relació amb el tractament que es fa de la seva idea, i no sobre la idea en si mateixa. És a dir, les idees, mètodes, sistemes o procediments no queden protegits per la legislació de propietat intel·lectual. Només queda protegida la seva expressió literària o científica, però no la idea continguda, que per tant no pot ser objecte de registre. Existeix a més un corrent, especialment el que prové del moviment de programari lliure, que considera que el terme «propietat intel·lectual» és enganyós i reuneix sota un mateix concepte diferents règims jurídics no equiparables entre si, com les patents, els drets d'autor, les marques, les denominacions d'origen, entre d'altres. El Dia Mundial de la Propietat Intel·lectual se celebra el 26 d'abril.

## Història
La història de la propietat intel·lectual està estretament vinculada als diversos canvis tecnològics esdevinguts en la història de la humanitat. La propietat intel·lectual no ha estat sempre reconeguda; va ser a Anglaterra, al segle xviiI, quan va ser reconegut per primer cop el copyright com un dret inherent a la creació literària. I més tard, es va estendre a la resta de treballs resultants de l'intel·lecte. Per això, el sistema actual de protecció de la propietat intel·lectual és el resultat directe de la invenció de la impremta de tipus mòbils de Gutenberg, i ha estat modelat posteriorment per l'aparició de la fotografia, el cinema, els vídeos domèstics, etc.
L'aparició d'Internet ha estat l'últim revulsiu al qual ha estat sotmès el sistema del dret d'autor, propiciant l'aparició de noves normes a tots els nivells per assegurar la protecció dels drets d'autor davant la tecnologia digital, i assegurar-ne així la seva supervivència.
Es pot considerar que la història de les lleis de propietat intel·lectual modernes comença a principis del segle xviii al Regne Unit. Els impressors anglesos lluitaven contra els seus col·legues escocesos per les reproduccions no autoritzades que realitzaven. Els anglesos demanaven un dret perpetu a la còpia d'una obra per evitar les còpies elaborades sense el seu permís ni el de l'autor. Com a resposta a aquesta petició, l'any 1710, el Parlament britànic va promulgar la primera llei de copyright, l'Estatut d'Anna (Statute of Anne), que oferia a l'autor o al propietari d'un llibre un dret exclusiu per imprimir-lo. Tanmateix, aquest dret exclusiu no era perpetu, tal com demanaven els impressors, sinó que tenia una vigència de 14 anys, renovables pel mateix temps, si l'autor continuava viu. Als llibres publicats abans del 1710 se'ls va aplicar un període de 21 anys no renovables. Quan s'acabava aquest període de vigència, qualsevol persona podia imprimir un llibre sense demanar cap autorització.
Aquesta llei no va satisfer del tot els impressors anglesos que varen continuar lluitant per estendre a perpetuïtat el dret exclusiu a imprimir un llibre. Finalment, el 1774 la Cambra dels Lords va mantenir la limitació temporal dels drets i va crear el domini públic, que és la situació en la qual queden les obres quan els drets d'explotació han expirat i, per tant, poden ser explotades lliurement sense cap mena de permís.
Els Estats Units d'Amèrica varen adoptar una llei similar quan es varen independitzar, Copyright Act, el 1790. Aquesta llei mantenia en 14 anys la vigència del dret a còpia i establia el mateix sistema de renovació. També s'hi establia que si no es renovava el període de vigència, en cas que l'autor fos viu, l'obra passava directament al domini públic. A més, copiat també de l'Estatut d'Anna, si l'autor o l'impressor volia protegir els seus drets sobre l'obra calia que la registrés en algun dipòsit oficial; si no ho feia, l'obra quedava lliure.
A l'Europa continental les lleis de propietat intel·lectual modernes no es van crear per establir els mecanismes per permetre la reproducció d'obres, sinó que es van fer amb l'objectiu de reconèixer l'autor i els seus drets sobre la representació de l'obra.
D'aquesta manera, el 1791 l'Assemblea francesa elaborava la primera llei de drets d'autor on s'exigia un consentiment formal i per escrit dels autors per representar l'obra. Aquesta llei també recollia la figura del domini públic i establia que una obra passava a propietat pública transcorreguts cinc anys des de la mort de l'autor. De fet, a Europa ja hi havia lleis anteriors a la francesa, com una llei espanyola de 1762 que regulava les facultats d'impressió d'un llibre per part dels autors. Tanmateix, no serà fins al 1879 que l'Estat espanyol tindrà una llei de propietat intel·lectual moderna.
És justament durant el segle xix que es promou el primer intent d'harmonització de les diferents legislacions sobre propietat intel·lectual mitjançant el Conveni de Berna. Aquest Conveni, establert el 1886, reconeix una protecció internacional per a qualsevol obra subjecta a drets d'autor en tots aquells països que varen subscriure l'acord. Els principals termes del Conveni són que els drets s'atorguen a l'autor pel sol fet de crear, seguint així la concepció continental, i no cal cap registre ni formalitat per activar-los. Entre els drets reconeguts pel conveni hi ha els drets morals i els d'explotació. També es va acordar una vigència de protecció mínima de 50 anys a partir de la mort de l'autor.
Aquest Conveni és la base de les lleis de propietat intel·lectual actuals tot i que alguns dels termes que es varen establir han variat com en el cas de la vigència dels drets d'autor, que s'han estès de diferents maneres. Actualment una obra gaudeix de protecció fins 70 anys després de la mort de l'autor, de manera general. Un altre factor que cal tenir en compte és que no només els autors poden protegir les seves obres mitjançant les lleis de propietat intel·lectual, sinó que s'hi han inclòs altres col·lectius com els artistes, els editors o els productors fonogràfics, que tenen períodes particulars de vigència dels seus drets. Per exemple, en el cas dels artistes es reconeix un període de 50 anys des de l'edició d'una obra, cosa que provoca que actualment molts èxits de la música britànica de finals dels anys cinquanta i principis dels seixanta estiguin passant al domini públic o els quedin pocs anys per fer-ho. Aquest fet està provocant una petició d'extensió d'aquests drets per part d'aquest col·lectiu.

## Elseglexix
Al segle xix la gran expansió del capitalisme i la necessitat d'incentius per mantenir l'accelerat avanç tecnològic després de les guerres napoleòniques, consolidarien la lògica de la propietat intel·lectual i estendrien les legislacions protectores.
La propietat intel·lectual va ser històricament depenent en la pràctica a les necessitats socials d'innovació. Quan Eli Whitney va inventar la desmotadora de cotó en 1794, a ningú (i molt menys a l'inventor) se li va plantejar fer un patent de la seva creació. La desmotadora era un invent senzill, que permetia reduir el preu del cotó dràsticament i convertí als EUA durant la dècada de 1830 en el gran proveïdor de les naixents manufactures tèxtils britàniques. El cotó es va transformar en un bé de consum de masses de preu assequible. Els EUA i Gran Bretanya, gràcies a la indústria de la manufactura cotonera, van passar a ser països desenvolupats.
Un altre aspecte destacable va ser la internacionalització espontània dels pagaments als autors per part dels editors. Durant el segle xix els autors estatunidencs van rebre més pagaments dels editors britànics que del seu propi país, encara que legalment els privilegiats eren estatals i no podien ser reclamats legalment en altres països. Sembla que, com torna a succeir avui dia, la part principal dels ingressos d'una obra es produïen en la primera edició, cosa que incitava els editors britànics suficientment a pagar per accedir els continguts abans que els seus competidors, sense necessitat que aquests poguessin valer els seus privilegis legals.
Per aquesta raó, la Convensió de "Berne pour la protection des ouvres littéraires et artistiques" convocada el 1886 per iniciativa de Victor Hugo va marcar un moment decisiu en la globalització del dret d'autor en obligar la reciprocitat en el reconeixement de drets dels autors per part dels països signants. Encara que era originalment només mitja dotzena i exclusivament europeus (els EUA no s'hi van sumar fins al 1989) és quan es varen fixar les bases del panorama actual.
Després de celebrar-se la convenció de Berna el 1886, el 1893 es va fundar el BIRPI (Bordeaux internationaux réunis pour la protection de la propriété intellectuelle), actualment conegut amb el nom de OMPI (Organització Mundial de la Propietat Intel·lectual). Per aquestes dates van aparèixer les primeres associacions de drets d'autor com la SGAE, el 1899 quan es va crear va sortir amb el nom de SAE.
A la segona meitat del segle, amb l'esclat industrial de la música i la universalització del mercat audiovisual concentrat als EUA, es va dur a terme l'homologació internacional de la propietat intel·lectual.

## Objectius
Incentius financers
Aquests drets exclusius que permeten als propietaris de la propietat intel·lectual aprofitar els beneficis del monopoli. Aquests beneficis de monopoli d'oferir un incentiu financer per a la creació de la propietat intel·lectual, i, en cas de patents, pagament associat costos de recerca i desenvolupament.
Creixement econòmic
Al monopoli legal atorgat per les lleis de propietat intel·lectual se li atribueix una contribució significativa al creixement econòmic. Els economistes estimen que les dues terceres parts del valor de les grans empreses als EUA es remunten als actius intangibles.

## Categories de la PI segons OMPI
Segons l'Organització Mundial de la Propietat Intel·lectual (OMPI), la propietat intel·lectual és un tipus de propietat, això significa que el seu propietari o titular pot disposar d'aquesta com li plagui i que cap altra persona física o jurídica podrà disposar legalment de la seva propietat sense el seu consentiment. Naturalment, l'exercici d'aquest dret està subjecte a limitacions.
- Propietat industrial: comprèn les invencions, patents, marques, dibuixos i models industrials i indicacions geogràfiques d'origen.

- Drets d'autor: que comprèn les obres literàries i artístiques, tals com les novel·les, els poemes, les obres de teatre, les pel·lícules, les obres musicals, les obres d'art, els dibuixos, pintures, fotografies, escultures, i els dissenys arquitectònics.

- Drets connexos: comprèn les interpretacions o execucions dels artistes, la producció de fonogrames i les activitats dels organismes de radiodifusió.

## Registre de la propietat intel·lectual
El Registre de la propietat intel·lectual és un organisme previst a la Llei de Propietat Intel·lectual, concebut com un dels sistemes de protecció dels drets de Propietat Intel·lectual, a través de la prova i la publicitat dels drets que s'inscriuen.
En els Registres de la Propietat Intel·lectual es registren drets, que recauen sobre les obres susceptibles de protecció. Aquestes obres són, segons la legislació:
- Obres científiques i literàries
- Composicions musicals
- Obres teatrals, coreografies i pantomimes
- Obres cinematogràfiques i audiovisuals
- Escultures, pintures, dibuixos, gravats, litografies, historietes gràfiques, fotografies i obres plàstiques, siguin o no aplicades
- Projectes, plànols, maquetes d'obres arquitectòniques o d'enginyeria, gràfics, mapes i dissenys relatius a la topografia, la geografia o la ciència
- Programes d'ordinador
- Bases de dades
- Pàgines web i obres multimèdia
- Actuacions d'artistes, intèrprets i executants
- Produccions fonogràfiques, audiovisuals i editorials

L'autor no té necessitat de fer cap tràmit administratiu; per tant, la inscripció en el Registre de la Propietat Intel·lectual és sempre un tràmit voluntari. Tanmateix la inscripció serveix com a mitjà de prova que acredita qui és l'autor i a qui corresponen els drets d'explotació. Es considera que el dret existeix tal com es declara en el Registre, llevat que es provi el contrari.

## Drets sobre la propietat intel·lectual
Es poden distingir dos tipus de drets sobre la propietat intel·lectual:
1. Els drets extrapatrimonials, o drets morals, són els drets que l'autor té com a autor de l'obra intel·lectual. És el cas del dret a publicar l'obra o mantenir-la inèdita; i el dret a ser reconegut com a l'autor de l'obra per part de tercers.

1. Els drets patrimonials; que fan referència a l'aspecte econòmic que es deriva de l'autoria de l'obra. És a dir, el dret a cobrar per l'edició, traducció o adaptació de l'obra.

Com tots els tipus de propietat, la propietat intel·lectual es pot vendre o transferir a tercers. A diferència d'altres formes de propietat tradicionals, que es mantenen al llarg del temps, encara que a vegades sigui a través de diferents propietaris, la propietat intel·lectual té un final. De forma general, a Espanya els drets d'explotació duren tota la vida de l'autor i 70 anys més després de la seva mort o declaració de mort, moment en el qual l'obra passa al domini públic, formant part d'un patrimoni comú; podent ser utilitzada lliurement per qualsevol, respectant-ne l'autoria i integritat. Els drets morals, pel seu caràcter personal, van vinculats a la vida de l'autor. Tanmateix els drets d'autoria i integritat de l'obra poden ser exercits, sense límit de temps, pels hereus o persona designada per l'autor.
Tot i que els autors de les obres gaudeixen d'un ampli conjunt de drets sobre aquestes, aquests han de cedir en determinats casos enfront un interès social més ampli de promoció i desenvolupament de la cultura. Aquestes restriccions es concreten en la possibilitat de reproduir l'obra o part de la mateixa sense necessitat d'autorització expressa de l'autor en casos com: 
- Per donar constància en un procediment judicial o administratiu.
- Per ús privat del copista.
- Per ús privat d'invidents.
- En cites i ressenyes, amb finalitats docents o d'investigació, indicant la font i el nom de l'autor.
- Amb ocasió de treballs o informacions sobre temes d'actualitat.
- Amb relació a les obres situades en vies públiques.
- Per la seva utilització sense finalitats lucratives en determinades institucions de caràcter cultural i científic.
- Durant l'execució d'obres musicals en actes oficials.
- La paròdia, mentre no suposi risc de confusió.